# Limba Sarda Comuna
La Limba Sarda Comuna (LSC) è una forma di scrittura della lingua sarda, creata con lo scopo di trascrivere le numerose varianti del sardo parlato con uno standard unico, e sperimentalmente adottata nel 2006 dalla Regione Autonoma della Sardegna per la scrittura ufficiale di alcuni atti.

## Caratteristiche
La LSC è stata creata partendo dalle varietà cosiddette di limba de mesania, ovvero appartenenti all'area grigia di transizione tra quelle solitamente scritte con la grafia logudorese e quelle scritte con la grafia campidanese, e si pone pertanto morfologicamente e foneticamente come varietà intermedia tra le diverse varietà di sardo parlato o letterario già esistenti, dalle quali cerca di trarre gli elementi di comunanza.
Si tratta pertanto di uno standard basato su una lingua "naturale" e non "artificiale, sia pure minoritaria nel contesto regionale, coerente con la proposta della Limba de mesania (LdM o LDM) che discende dal movimento culturale mesanista. Quest'ultimo, propenso alla variante unica, afferma anche la specificità, tra le lingue romanze, del sardo, che discende dal latino volgare occidentale (plurale con il caso accusativo) con il catalano, lo spagnolo, il provenzale e il portoghese, diversamente dall'italiano che, come il rumeno, discende dal latino orientale (plurale con il caso nominativo).
Costituisce inoltre un'evoluzione rispetto alla Limba Sarda Unificada (LSU), pubblicata nel 2001, la quale era stata pesantemente criticata per la sua artificialità, nonché per l'assenza di richiami alla varietà campidanese, in quanto esclusivamente basata sulla varietà del logudorese centrale.
Riguardo al lessico, il testo della LSC lo lascia sostanzialmente libero, prevedendo la possibilità di utilizzare tutte le "parole ereditarie, anche se di uso limitato ad alcune varianti", con la coesistenza dei vari geosinonimi come lègiu/feu, pòddighe/didu, àghina/ua, chèrrere/bòlere, etc, trattati come sinonimi, seppure riducendo ad una sola forma grafica le varianti di parole con lo stesso etimo (faeddare e non fueddai, foeddare, faveddare, faiddare, fueddari, etc), privilegiando generalmente l'etimologia nella scelta del modello (anche se questo non avviene sempre, come nel caso di "abba", scelta come forma grafica corretta invece del meridionale "àcua", o nel caso di "lughe", scelta a discapito della forma nuorese-baroniese "luche"). Per gli usi scientifici, in presenza di diversi sinonimi, viene consigliata la scelta dei termini ritenuti più "neutri", perché più diffusi o perché di derivazione diretta dal latino, utilizzando comunque anche gli altri sinonimi, specie per usi letterari.
Nel testo della delibera regionale del 2006 che istituisce la LSC, il quale definisce tale ortografia standard "aperta ad integrazioni", viene evidenziato il fatto che "tutte le soluzioni sono di uguale valore linguistico, ma è necessario per ragioni di chiarezza di chi scrive o traduce operare una scelta. La Limba Sarda Comuna, come norma scritta di riferimento e di “rappresentanza” dovrebbe tendere con il tempo appunto a rappresentare il sardo nel suo complesso e non a rendere per iscritto tutte le varietà locali, che sarebbe difficilmente proponibile per dare al sardo un uso ufficiale sovralocale e sovramunicipale".
Ma viene comunque riconosciuta la possibilità di utilizzare le varie forme fonetiche di uno stesso lemma "nella scrittura delle varietà locali", riconoscendo implicitamente una coesistenza tra la norma ortografica standard e varie grafie altre ad uso locale.
Nel testo della LSC è completamente assente ogni tipo di riferimento alla sintassi da utilizzare, la quale viene dunque lasciata alla competenza dello scrivente.

## Adozione ufficiale della Limba Sarda Comuna
La Limba Sarda Comuna è stata adottata sperimentalmente dalla Regione Autonoma della Sardegna con Delibera di Giunta Regionale n. 16/14 del 18 aprile 2006 (Limba Sarda Comuna. Adozione delle norme di riferimento a carattere sperimentale per la lingua scritta in uscita dell'Amministrazione regionale) come lingua ufficiale per gli atti e i documenti emessi dalla Regione Sardegna (fermo restando che ai sensi dell'art. 8 della Legge 482/99 ha valore legale il solo testo redatto in lingua italiana), dando facoltà ai cittadini di scrivere all'Ente nella propria varietà e istituendo lo sportello linguistico regionale Ufitziu de sa limba sarda.

## Utilizzo
La Regione Sardegna in questi anni ha seguito la norma LSC nella traduzione di diversi documenti e delibere, dei nomi dei propri uffici ed assessorati, oltre al proprio stesso nome "Regione Autònoma de Sardigna", che figura oggi nello stemma ufficiale insieme alla dicitura in italiano.
Oltre a tale ente, lo standard sperimentale LSC è stato utilizzato come scelta volontaria da diversi altri enti, scuole ed organi di stampa nella comunicazione scritta, spesso in modo complementare con grafie più vicine alla pronuncia locale.
Riguardo a tale utilizzo è stata fatta una stima percentuale, riguardante i soli progetti finanziati o cofinanziati dalla Regione per l'utilizzo della lingua sarda negli sportelli linguistici comunali e sovracomunali, nella didattica nelle scuole e nei media dal 2007 al 2013.
Il Monitoraggio sull'utilizzo sperimentale della Limba Sarda Comuna 2007-2013 è stato pubblicato sul sito della Regione Sardegna nell'aprile 2014 a cura del Servizio Lingua e Cultura Sarda dell'Assessorato della Pubblica Istruzione.
Da tale ricerca risulta ad esempio, riguardo ai progetti scolastici finanziati nell'anno 2013, una netta preferenza delle scuole nell'utilizzo della ortografia LSC insieme ad una grafia locale (51%) rispetto all'utilizzo esclusivo della LSC (11%) o all'utilizzo esclusivo di una grafia locale (33%).
Riguardo invece ai progetti finanziati nel 2012 dalla Regione, per la realizzazione di progetti editoriali in lingua sarda nei media regionali, si riscontra una presenza più ampia dell'utilizzo della LSC (probabilmente dovuto anche ad una premialità di 2 punti nella formazione delle graduatorie per accedere ai finanziamenti, assente invece dal bando per le scuole). Secondo tali dati risulta che la produzione testuale nei progetti dei media è stata per il 35% in LSC, per il 35% in LSC e in una grafia locale e per il 25% esclusivamente in una grafia locale.
Infine gli sportelli linguistici cofinanziati dalla Regione nel 2012 hanno utilizzato nella scrittura per il 50% la LSC, per il 9% la LSC insieme ad una grafia locale e per il 41% esclusivamente una grafia locale.
Una ricerca recente sull'utilizzo della LSC in ambito scolastico, svolta nel comune di Orosei, ha mostrato come gli studenti della scuola media locale non avessero alcun problema a utilizzare quella norma nonostante il fatto che il sardo da loro parlato fosse in parte differente. Nessun alunno ha rifiutato la norma o l'ha ritenuta "artificiale", il che ha dimostrato la sua validità come strumento didattico. I risultati sono stati presentati nel 2016 e pubblicati integralmente nel 2021.

## Proposte di emendamento
Dal 2006 al 2014 sono state diffuse, soprattutto attraverso la rete internet, diverse proposte di emendamento della norma LSC, miranti tutte ad avvicinarla ulteriormente alla pronuncia dei dialetti meridionali della lingua sarda, parlati verosimilmente dalla maggioranza dei sardofoni.
Fra esse si segnalano le ''Proposte di miglioramento dello standard sardo LSC'' del professor Francisco Xavier Frias Conde, filologo e romanista spagnolo presso l'Università Nazionale di Educazione a Distanza (UNED), il quale è stato coordinatore della Revista de Flilologìa Romànica Ianua, edita da Romania minor. Frias Conde è scrittore in galiziano e in spagnolo e autore di diversi saggi in italiano e in sardo sui problemi di linguistica sarda.
Un'altra proposta rilevante è quella del professor Roberto Bolognesi, il quale suggerisce alcuni accorgimenti che consentano a tutti i sardi di leggere lo standard secondo la propria pronuncia, attraverso alcune semplici regole di lettura.